# Shirley Clamp
Shirley Natasja Clamp (født 17. februar 1973 i Viskafors) er en svensk sangerinde.

## Diskografi
- Den långsamma blomman - 2004
- Lever mina drömmar - 2005
- Favoriter på svenska - 2006
- Tålamod - 2007
- För den som älskar - En samling - 2009